# Rupt de Mad
Der Rupt de Mad ist ein rund 55 km langer Fluss in Frankreich, der in der Region Grand Est verläuft. Er ist ein linker und südwestlicher Nebenfluss der Mosel.

## Geographie

### Verlauf
Der Rupt de Mad entspringt im Gemeindegebiet von Geville, östlich von Commercy.
Er entwässert generell in nordöstlicher Richtung durch den Regionalen Naturpark Lothringen, passiert knapp östlich den Lac de Madine und mündet nach 55 Kilometern bei Arnaville von links in die Mosel. Auf seinem Weg durchquert der Rupt de Mad die Départements Meuse und Meurthe-et-Moselle. Bis zum Ersten Weltkrieg wurde an seinen Hängen Weinbau betrieben.

### Zuflüsse
- Ruisseau de l'Etang de Blonnaux[5] (links), 0,4 km
- Princeron[6]  (links), (mit Randapont 8,2 km)
- Aulnes[7] (Moulantin) (links), 7,6 km
- Pres[8] (rechts), 4,3 km
- Sinsaurupt[9] (rechts), 1,1 km
- Praye[10] (links), 6,4 km
- Ranaux[11] (links), 6,4 km
- Madine[12] (links), 18,8 km
- Rupt[13] (links), 9,4 km
- Grand-Fontaine[14] (rechts), 2,1 km
- Soiron[15] (links), 3,6 km

### Orte am Fluss
- Broussey-Raulecourt
- Bouconville-sur-Madt
- Lahayville
- Saint-Baussant
- Essey-et-Maizerais
- Thiaucourt-Regniéville
- Waville
- Onville
- Bayonville-sur-Mad
- Arnaville

## Hydrologie
An der Mündung in die Mosel beträgt die mittlere Abflussmenge (MQ)  3,65 m³/s; das Einzugsgebiet umfasst hier 384,8 km².
In Onville wurde über einen Zeitraum von 62 Jahren (1964–2025) die durchschnittliche jährliche Abflussmenge des Rupt de Mad berechnet. Das Einzugsgebiet entspricht an dieser Stelle mit etwa 358 km² etwa 93 % des vollständigen Einzugsgebietes des Flusses.
Die Abflussmenge des Rupt de Mad, mit dem Jahresdurchschnittwert von 3,24 m³/s, schwankt im Laufe des Jahres relativ stark. Die höchsten Wasserstände werden in den Wintermonaten Januar bis Februar gemessen. Ihren Höchststand erreicht die Abflussmenge mit 6,76 m³/s im Februar. Von März an geht die Schüttung Monat für Monat zurück und erreicht ihren niedrigsten Stand im August/September mit 0,9 m³/s, um danach wieder von Monat zu Monat anzusteigen.
| Monatlicher mittlerer Abfluss in m³/s: Rupt de Mad bei Onville Daten aus den Werten der Jahre 1964–2025 berechnet             |
| --- |
| 7,26,45,64,843,22,41,60,803,246,47Jan.6,76Feb.5,07März3,99Apr.2,75Mai1,71Juni1,05Juli0,90Aug.0,91Sep.1,73Okt.2,50Nov.5,23Dez. |
| Durchgehende Linie: Mittlerer Jahresabfluss (MQ) 3,24 m³/s                                                                    |
| |
| Quelle: Le Rupt de Mad à Onville – hydro.eaufrance.fr                                                                         |

## Sehenswürdigkeiten
Der Hügel von Montsec (fr: Butte de Montsec) liegt am Südufer des Lac de Madine. Auf der Spitze des Hügels befindet sich ein Monument zum Gedenken an die Offensiven der amerikanischen Armee gegen Saint-Mihiel im Ersten Weltkrieg. Das Denkmal ist als Monument historique klassifiziert.